# Simó de Guardiola i Hortoneda
Simó Rojas de Guardiola i Hortoneda (l'Aleixar, Baix Camp, 6 de juny 1773 - la Seu d'Urgell, 26 d'agost 1851) fou un eclesiàstic i polític català, abat de Montserrat (1814-17) i Bisbe d'Urgell i copríncep d'Andorra (1827-1857).
Fill de Francesc Guardiola Mas i de Magdalena Hortoneda Bargalló, familia de la petita noblesa, estudià i ensenyà a l'abadia de Montserrat. El 27 de desembre de 1797 fou ordenat sacerdot de l'orde de Sant Benet i fou capellà del convent de San Plácido de Madrid des de 1806 fins a 1814. Fou elegit abat de Montserrat des de 1814 fins a 1818 a on inicià la reconstrucció del monestir, que havia patit les conseqüències de la Guerra de la Independència Espanyola amb motiu del conflicte bèl·lic entre Espanya i el Primer Imperi Francès (1808 - 1814). També reinstaurà el culte i l'escolania.
Fou nomenat Bisbe d'Urgell el 1827 per Ferran VII. Mort el rei i començada la Primera Guerra Carlina, dirigí la junta carlina del Principat abans que fos institucionalitzada pel pretendent Carles Maria Isidre de Borbó. El 1835 fou expulsat d'Espanya (Reial ordre d'estranyament i ocupació de temporalitats del 16 d'octubre) i s'establí a Montpeller, des d'on governà la diòcesi durant la guerra. Des d'aquesta ciutat ordenà clandestinament els seminaristes de la Seu, cosa que provocà un decret advers del govern liberal.
Fou membre de la junta carlina de Montpeller juntament amb l'arquebisbe de Cuba i Joaquim de Sentmenat i de Vilallonga. Al mateix temps, el canonge Canal, home de la seva confiança, presidí la junta corregimental d'Urgell i el seu nebot Josep Ignasi Dalmau i de Baquer fou secretari de la Junta Governativa de Catalunya.
Els andorrans li negaren la quèstia per no comprometre llur neutralitat, i la consignaren al bisbe d'Albi, el qual, amb consentiment papal, se subrogà en la sobirania del bisbe príncep, cas únic en la història andorrana. Al mateix temps el govern espanyol intentà suprimir el bisbat i intervenir directament els afers d'Andorra. Així nomenà un comissari especial per a les Valls i, prescindint del bisbe, subscrigué convenis directament amb el síndic i el Consell General els anys 1834, 1841 i 1850. Simó de Guardiola es defensà cercant suport en el copríncep francès (memorial a Lluís Felip del 1841).
Tornà a la Seu d'Urgell l'any 1847 amb l'obligació de jurar fidelitat a la Reina Isabel II d'Espanya i a la Constitució. Morí el 26 d'agost de 1851 a La Seu d'Urgell i fou enterrat al Convent de l'Ensenyança. La partida que registra el seu òbit als llibres parroquials inclou un breu comentari que diu, entre altres coses que va ser "un veritable pare dels pobres i acèrrim defensor de l'església" i que "la seva mort fou la del just". Destacà per ser bisbe d'Urgell durant molts anys i en temps difícils i per la seva fidelitat als deures que comportava l'ofici episcopal.